# عمارة الفن الجديد في ريغا

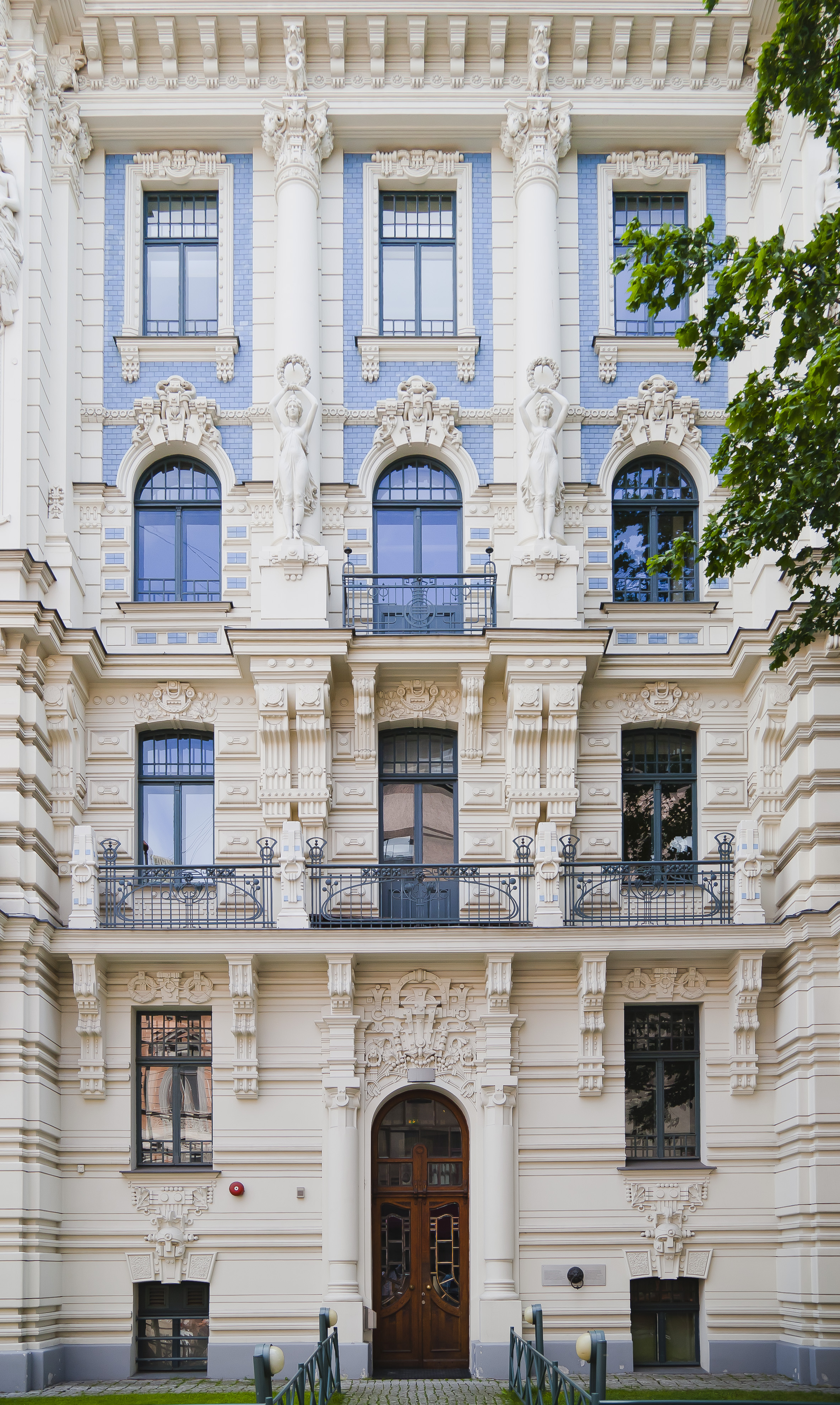
يعتبر هذا الطراز المعماري هو الشائع في ريغا.

تشكل عمارة الفن الجديد في ريغا تقريبًا ثلث مجموع المباني في وسط ريغا، مما يجعل عاصمة لاتفيا، المدينة التي تحتوي على أكبر عدد من مباني الفن الجديد مقارنة بأي مكان آخر في العالم. بُنيت هذه المباني خلال فترة من النمو الاقتصاد السريع، ويعود تاريخ معظم مباني الفن الحديث إلى الفترة ما بين عامي 1904 و1914. يُعتبر الأسلوب أكثر شيوعًا في المباني السكنية متعددة الطوابق. استُمدت التأثيرات الأسلوبية من النمسا الحالية وفنلندا وألمانيا، في حين أن إنشاء كلية العمارة في ريغا عام 1869، ساهم بشكل فعال في توفير كادر محلي من المعماريين. شمل هذا، لكنه لم يقتصر، على بعض من أوائل المعماريين من أصل لاتفي والمدربين بشكل رسمي. مثلما هو الحال في أماكن أخرى، كانت حركة الفن الحديث في ريغا مدفوعة بالرغبة في التعبير عن قدر أكبر من الفردية، والتعلق المحلي ونزعة أكثر عقلانية من العمارة مقارنة بتلك التي سيطرت خلال القرن التاسع عشر. يمكن تقسيم عمارة الفن الحديث في ريغا من الناحية الأسلوبية إلى أربع مراحل مختلفة هي: الانتقائية والعمودية والرومانسية الوطنية والكلاسيكية الجديدة.

## خلفية
شكلت البلدة الهانزية القديمة وميناء ريغا، مدينة مهمة في الإمبراطورية الروسية التي كانت تستمتع بفترة من التطور الاقتصادي والصناعي والديموغرافي. نمت المدينة بنسبة 88% بين عامي 1897 و1913، إذ بلغ عدد سكانها  نسمة 530000 في عام 1914، مما جعلها خامس أكبر مدينة في الإمبراطورية الروسية وثالث أكبر مدينة في منطقة البلطيق. كان معدل النمو خلال هذه الفترة، الأعلى بين معدلات النمو التي شهدتها المدينة على الإطلاق.
بدأت المدينة بحلول منتصف القرن التاسع عشر، بالتوسع إلى ما وراء ريغا في العصور الوسطى، التي كانت ذات مرة محاطة بالبوابات والجدران. هُدمت هذه الشوارع بين عامي 1857 و1863، واستُبدلت بحزام من البولفاردات والحدائق. تمتلك المدينة المتوسعة تماسكًا حضريًا، كما أنها توسعت على شكل شبكة متبعة قوانين البناء الصارمة (التي تنص، مثلًا، أن أي منزل لا يمكن أن يرتفع أكثر من 6 طوابق أو ما يعادل 21.3 متر). بُني ما بين 300 إلى 500 مبنى جديد في كل عام خلال الفترة بين عامي 1910 و1913، معظمها بأسلوب الفن الجديد، خارج المدينة القديمة. بُنيت مبان بأسلوب الفن الجديد داخل المدينة القديمة أيضًا، وشُيدت منازل عائلة واحدة في ضاحية ميتساباركس. صُمم أول مبنى بأسلوب الفن الجديد في ريغا من قبل المعماريين ألفريد استشينكامبف وماكس شيرفينسكي. انتهى بناؤه عام 1899، وهو يقع في الجزء المتوسط من المدينة، لكن غالبية عمارة الفن الحديث في ريغا يمكن العثور بعد منطقة وسط المدينة.
تمثل عمارة الفن الحديث في يومنا هذا، ثلث مجموع المباني وسط ريغا، مما يجعلها المدينة ذات العدد الأكبر لهذه المباني منه في أي مكان في العالم. يُمثل الأسلوب من خلال كتل سكنية متعددة الطوابق.